# 청천백일기

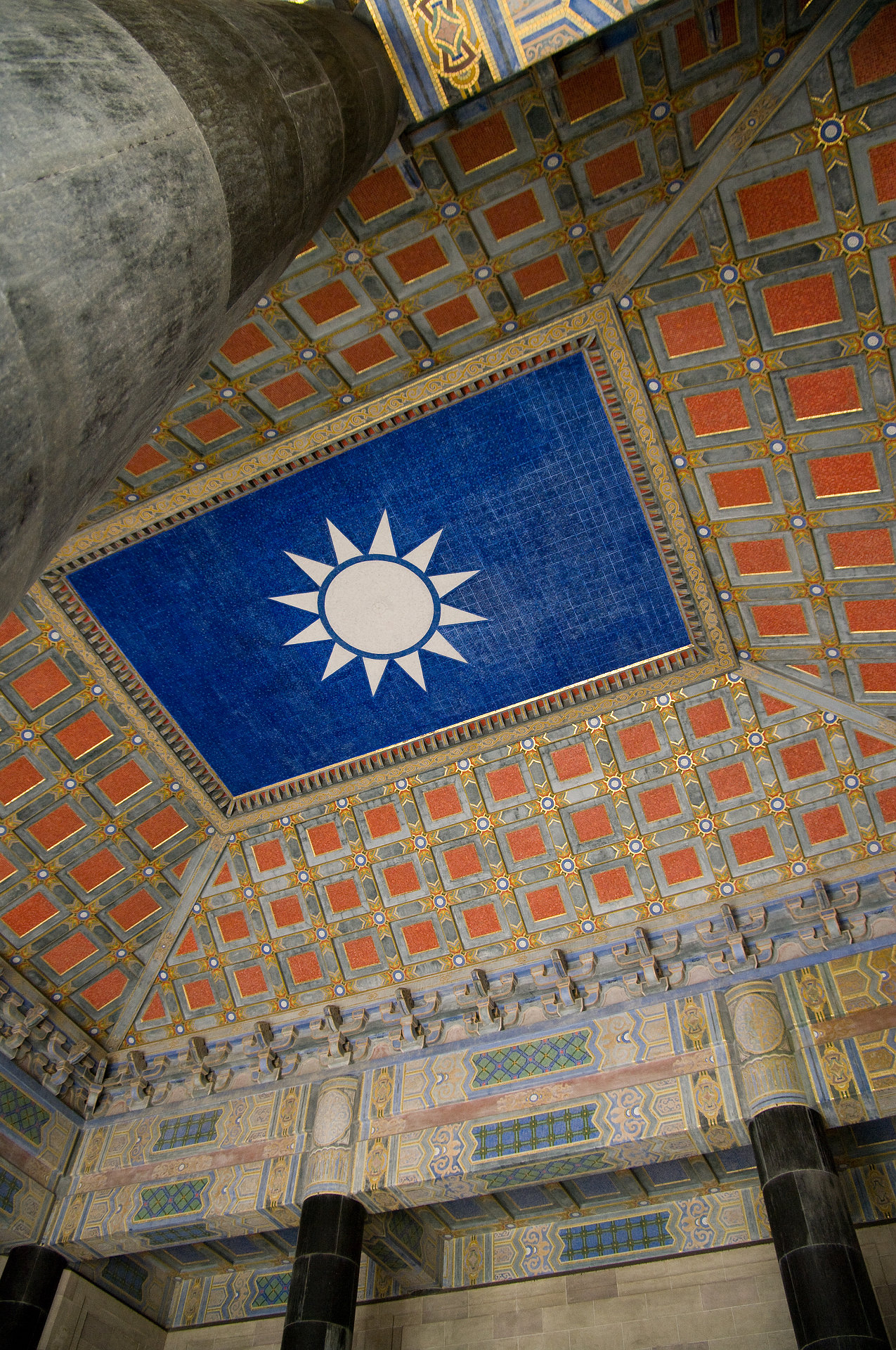
중산릉의 천장을 장식하고 있는 청천백일기 문양

청천백일기(靑天白日旗, 중국어: 青天白日旗, 병음: Qīngtiānbáirìqí 칭톈바이르치[*])는 청나라 말기의 혁명가인 육호동(陸皓東)의 구상을 통해 만들어진 만들어진 혁명의 기이다. 원래는 흥중회가 사용하다가 나중에 흥중회를 계승한 중국동맹회, 중화혁명당, 중국 국민당의 당기로 사용되었다. 또한 중화민국 해군의 선수기로 사용되기도 했다.

## 역사
1895년에 쑨원(孫文)이 광저우시에서 흥중회(興中會)의 광저우 봉기를 일으켰다. 쑨원은 육호동에게 혁명에 참여한 동지들이 서로를 한눈에 알아볼 수 있도록 눈길을 끌 수 있는 기의 제작을 의뢰하였다. 육호동은 기나긴 생각에도 불구하고 혁명가의 자신감과 강인함을 가장 잘 나타내는 상징을 떠올리지 못했다. 그러다가 어느 날 아침에 쓰허위안(四合院)을 걷다가 천장에서 떠오르는 태양을 보았는데 찬란한 햇빛이 마음에서 천인합일(天人合一)이라는 영감을 불러와서 청천백일기를 제작하게 된다. 흥중회가 이러한 도안을 수용하면서 혁명군의 군기로 처음 사용했고 광저우 봉기, 후이저우 봉기, 여우례(尤列)가 남양(南洋, 남쪽 바다)에서 중화당(中和堂)을 창립할 때에도 사용되었다. 신해혁명 이후에는 중화민국 임시정부에 의해 중화민국 해군의 선수기로 사용되었다. 중화혁명당의 《혁명방략》(革命方略)에서는 청천백일기를 군기로 삼도록 규정돼 있었다.

## 청천백일기의 의미
청천백일기는 다음과 같은 의미를 갖고 있다.
- 파란색은 순수함, 국민성, 자유를, 흰색은 솔직함, 공민권, 평등을 나타낸다.
- 파란 하늘과 하얀 태양은 웅장한 이미지를 나타낸다. 중국은 극동의 대국이며 태양이 떠오르는 것은 동쪽 별 중에서도 가장 아름답다고 여겨진다. 따라서 청천백일은 자유와 평등의 올바름을 보여준다.
- 하얀 태양의 날카로운 햇살은 혁명의 날카로움을 보여준다.
- 쑨원은 12개의 햇살이 중국의 전통적인 시간 단위인 십이시와 1년 12개월을 나타내는 것으로 해석했고 항상 시대와 함께 전진하도록 중국인들을 고무시킨다고 여겼다.[2]
- 장제스는 파란색은 높고 파란 하늘을 나타내고 하얀색은 밝고 하얀 태양을 나타낸다고 여겼는데 이는 혁명 군인들과 혁명 당원들의 고귀하고 위대한 인격, 밝고 개방적인 마음, 명확하고 순수한 유성을 상징한다고 보았다. 파란 하늘에 덮여 하얀 태양에 비치는 것은 모두 국세가 미치는 곳이며 동시에 국가의 위대함에 대한 상징이라고 보았다. 또한 빨간색은 국가가 수많은 혁명 당원들과 혁명 군인들의 피로 물들어 있었음을 보여주며 나라를 위해 희생하는 정신을 보여준다고 보았다.[3]

## 청천백일기와 같은 국장의 유래
- 중화민국의 국장은 청천백일기의 바깥쪽 사각형를 원으로 바꾼 것이라고 한다.
- 중화민국의 국장은 1924년에 등장했는데 황푸 군관학교 총교관을 역임한 허잉친(何應欽)이 설계했고 이 학교의 학장이었던 장제스가 채용했다고 한다. 황푸 군관학교는 중화민국의 국장이 들어간 빨간 기를 육군사관학교의 기로 사용했다.

## 같이 보기
- 중화민국의 국기